# Микиша Тарас Михайлович
Микиша Тарас Михайлович (*2 лютого 1913, село Приймівка Лубенського повіту на Полтавщині (нині не існує) — †14 березня 1958, Буенос-Айрес) — український піаніст-віртуоз, композитор, педагог. Лауреат Міжнародного конкурсу піаністів ім. Ф.Ліста у Будапешті (Угорщина; 1933, 2-га премія), конкурсу співу і фортепіано Віденської музичної академії (1933, 2-га премія) та конкурсу фірми «Безендорфер» у Відні (нагороджений престижним роялем).

## Біографія
Тарас Микиша народився 1913 року в артистичній співочій родині, де плекалася лисенківська традиція. Він рано виявив музичні здібності і почав навчатися в Києві у композитора Пилипа Козицького та гри на фортепіано у Віри Сімховичової. Батько Тараса — видатний співак (героїчний тенор) Михайло Микиша був запрошений у 1923 році на роботу до московського Большого театру. Тарас переїхав з батьками до Москви і там продовжив навчання в Першому московському музичному технікумі у Болеслава Яворського. Завершив він музичну освіту у Відні — з фортепіано у Пауля Вайнґартена та з композиції у Йозефа Маркса у 1927—1935 рр.
Від початку 1930-х років Тарас Микиша виступає та бере участь у міжнародних виконавських конкурсах. В 1933 р. великий резонанс здобув виступ молодого, ще невідомого піаніста на Міжнародному конкурсі ім. Ф.Ліста в Будапешті. Микиша отримав другу премію, але слухачі й преса вважали його гідним найвищої нагороди, і з цього приводу розгорілася гостра дискусія. «Вже після перших тактів я відчув, що перебуваю під впливом чогось такого, чого не контролюю ні інтелектом, ні слухом. Чогось, що є первісним, як сама природа. Я відчув щось особливе, що у мистецтві не промовляє більше до фахівців, а тільки понад технікою і професіоналізмом звертається до загалу», — писав угорський критик.
Того ж року піаніст взяв участь у Міжнародному конкурсі віденської Академії музики, де змагалося 250 учасників. Він поділив другу нагороду з румунським піаністом Діну Ліпатті. Суперниками Микиші на конкурсі були й інші піаністи, що пізніш здобули міжнародну славу, — Болеслав Кон, Джина Бахауер, Дьордь Шандор.
У 1935 р. Микиша виграв першу премію у Міжнародному конкурсі піаністів фірми Безендорфер. Фортепіано, отримане як нагорода на цьому конкурсі, було з піаністом до останніх його днів.
Успіхи на конкурсах відкрили Микиші шлях до концертування в європейських країнах. Піаніст зрікся радянського підданства і залишився у Відні. Тут одружився з Рузаною Сисоєвою. Він з великим успіхом гастролював в Австрії, Угорщині, Чехії, Нідерландах, Швеції, Румунії, Югославії. Роки Другої світової війни провів з дружиною в Австрії. В 1946 році переїхав до Парижа, а потім — до Південної Америки, де поселився в Буенос-Айресі і прийняв арґентинське підданство. В Арґентині Микиша концертував менше, зосередившись на композиторській творчості та педагогіці. 14 березня 1958 р. він раптово помер від інсульту. Похований у Буенос-Айресі.
Твори Тараса Микиші не видавалися. Його рукописний архів залишився в Арґентині і поки що недоступний дослідникам. Не збереглося також звукозаписів його гри.

## Композиторська творчість
Концерт для фортепіано з оркестром.
Концерт для двох фортеп'яно.
Поема «Інкаїка» для кларнета з фортепіано.
Квартет для саксофонів.
Квінтет для кларнета і струнних.
Українське фортепіанне тріо.
Соната для скрипки і фортепіано.
Сюїта для віолончелі і фортепіано.
Солоспіви на слова Т.Шевченка.
Композиції для мішаного хору.
Твори для фортепіано соло: Шість сонат, Сім фуг, Дев'ять танців,
27 прелюдій, Варіації на тему пісні «Гандзя», Варіації на тему чумацької пісні, Лірницька поема, Фантазія на українські народні мотиви, Варіації на тему гебрейської пісні, Українська рапсодія, Різні п'єси.

## Виконавська творчість
Микиша мав великий концертний репертуар, в якому переважали твори романтичного стилю. Його улюбленим композитором був Ліст, зі спадщини якого грав два концерти, обидві сонати, «Мефісто-вальс», концертний етюд «Мазепа» та Угорські рапсодії. Поряд з музикою класиків охоче виконував твори сучасників — австрійських, російських та українських композиторів. Грав п'єси В.Барвінського, В.Косенка, Л.Ревуцького, М.Колесси та власні.
Всі рецензенти сходяться на тому, що, при великій віртуозній майстерності, у грі Микиші найбільше вражала самобутня інтерпретація — неповторне, хвилююче і свіже художнє прочитання творів. «У його грі було щось демонічне, вона нікого не залишала спокійним»,- згадувала піаністка Дарія Гординська-Каранович.